# نینجا گایدن سیگما
نینجا گایدن سیگما (به انگلیسی: Ninja Gaiden Sigma) یک بازی ویدئویی در سبک اکشن ماجراجویی است که توسط تیم نینجا توسعه یافته و به‌وسیلهٔ تکمو (در اروپا توسط آیدوس) در سال ۲۰۰۷ برای کنسول پلی‌استیشن ۳ منتشر شده‌است. این بازی یک نسخهٔ ارتقاء داده شده و دومین بسته تکمیلی از بازی نینجا گایدن است که ابتدا در سال ۲۰۰۴ برای کنسول ایکس‌باکس منتشر شده بود. یک نسخه سازگار شده از روی این بازی نیز با نام نینجا گایدن سیگما پلاس در فوریه ۲۰۱۲ برای کنسول بازی دستی پلی‌استیشن ویتا عرضه شده‌است.
نینجا گایدن سیگما دارای حرکات، اکشن‌ها و سلاح‌های جدیدی برای هایابوسا، همراه با یک شخصیت جدید قابل کنترل به نام ریچل است که بازیکن با انتخاب این شخصیت، داستان متفاوتی را تجربه خواهد کرد.